# Carta apostólica
La carta apostólica (en latín: Epistola apostolica, o bien Litterae Apostolicae) es un tipo de documento oficial elaborado por el Pontífice de la Iglesia católica y dirigida a un destinatario concreto (aunque no faltan casos de cartas dirigidas a toda la Iglesia, como muestran los ejemplos que se incluyen abajo), a diferencia de la constitución apostólica, la exhortación apostólica o la encíclica que se dirigen a toda la Iglesia. Sin embargo, es más importante que breve apostólico, que es menos solemne y se usa para asuntos menores.

## Historia
En virtud de la primacía papal los papas comenzaron a emitir las leyes que regirían la Iglesia. Estas, las escribían en cartas  por voluntad propia o en aplicación de sínodos y reuniones. Tienen su origen en las Epístolas de San Pedro y su continuación en las cartas del papa Clemente I. De los primeros siglos se conservan pocas cartas, entre ellas se encuentran, Adversus Aleatores de Víctor I, algunos fragmentos de una carta de Esteban I, tres cartas de Cornelio, y una de Dionisio. Cuando la Iglesia fue reconocida por Roma, el número de cartas y documentos aumento. En el siglo VI, las cartas papales, comenzaron a incluirse en las leyes canónicas.
En la actualidad los papas escriben cartas apostólicas con menor frecuencia que en épocas anteriores, puesto que con la reorganización de la curia realizada por Pio X y recogida en la constitución apostólica Consilio Sapienti de 29 de junio de 1908, las congregaciones y algunos cardenales tienen competencias en la administración y jurisdicción de la Iglesia.

### Ejemplos de cartas apostólicas
- Superno Dei, en forma de motu proprio, de Juan XXIII, en la solemnidad de Pentecostés (5 de junio de 1960), mediante la que constituye las Comisiones Preparatorias del Concilio Vaticano II.
- Octogesima adveniens, de Pablo VI, fechada el 14 de mayo de 1971 con motivo del LXX aniversario de la encíclica Reum novarum.
- Mulieris Dignitatem, de Juan Pablo II, datada el 15 de agosto de 1988, trata de la dignidad y la vocación de la mujer en la Iglesia.
- Ordinatio sacerdotalis, de Juan Pablo II, datada el 22 de mayo de 1994, que requiere "la reserva de la ordenación sacerdotal a los hombres solamente"